# IJdoren
IJdoren of IJdoorn was een plaatsje in de omgeving van Amsterdam. Het bevond zich iets oostelijk van Durgerdam, en strekte zich iets voorbij de grenzen van de huidige IJdoornpolder.

## Geschiedenis
Het plaatsje krijgt al rond 1350 vermeldingen, maar het is eigenlijk pas bekend geworden door z'n ondergang; bij de Sint Elizabethsvloed op 18 november 1421 zijn alle huizen van het dorp door het water van het Almere (dat op weg was zich in de Zuiderzee om te vormen) verzwolgen.

## Restant
Wat er overbleef van het dorp werd "buitengedijkt": De Waterlandse Zeedijk werd westelijk van het dorp hersteld. Het buitendijkse gebied kreeg een zomerkade. De toestemming hiervoor is door graaf Jan van Beieren op 4 mei 1422 verleend aan de "goede luyden van IJdoren in Waterlandt". De bewoners hebben zich goeddeels hergevestigd in een nieuwe nederzetting aan de verplaatste zeedijk, het nog immer bestaande Durgerdam. De IJdoornpolder bestaat ook nog steeds. Het dorpje is overigens niet meteen verlaten, in de uiterste zuidoosthoek van de polder lijkt nog een eeuw lang bebouwing te hebben gestaan. Er wordt ook gespeculeerd dat de kapel in Durgerdam zo gesitueerd is dat deze gelijktijdig voor Durgerdam en de resten van IJdoorn kon dienen. De IJdoornlaan in Amsterdam is indirect vernoemd naar dit plaatsje.